# Sandra de Sá (álbum de 1988)
Sandra de Sá é o sexto álbum da cantora brasileira Sandra de Sá, lançado no final de 1988 pela BMG Ariola. Foi produzido por Michael Sullivan, com direção artística de Miguel Plopschi e arranjos esporádicos de Lincoln Olivetti.
A música "Tempo" foi escrita por Arnaldo Antunes e Paulo Miklos, ambos integrantes dos Titãs à época. A banda toda participou da faixa, com a dupla acompanhando Sandra nos vocais. A música foi escrita e gravada na época em que o octeto lançava seu primeiro disco ao vivo, Go Back.
A faixa ganhou duas regravações: uma da própria Sandra, em seu disco de 1994 Olhos Coloridos; e outra de Arnaldo, em seu segundo disco solo, Ninguém.

## Recepção
A música "Alma Gêmea" faz parte da trilha sonora nacional da novela O Sexo dos Anjos da Rede Globo  a mesma música aparece na posição 92 entre as 100 musicas mais tocadas no ano de 1989, a música "Bye Bye Tristeza" também aparece entre as 100 mais tocadas alcançando a posição de número 30. 

## Faixas
1. "Amanhã" (Paulo Massadas / Michael Sullivan), dueto com Billy Paul[2]
2. "Cartão Vermelho" (Clarice Pinto / Renato Barros)
3. "Bye Bye Tristeza" (Carlos Colla / Marcos Valle)[2]
4. "África" (Gil Gerson / César Rossini)
5. "Nada Pra Depois" (Marcos Neto)
6. "Ninguém Tem Culpa" (Mendes Júnior / Sandra de Sá)
7. "Alma Gêmea" (Paulo Massadas / Michael Sullivan)
8. "Tempo" (Paulo Miklos / Arnaldo Antunes)[2]
9. "Meu Erro" (Paulo Massadas / Michael Sullivan)
10. "Calibre Grosso" (Elson / Odibar)
11. "Mil Motivos" (Marquinhos / Joanna)
12. "Sai Dessa" (Lílian Knapp / Ed Wilson)